# 大司馬 (イングランド)
大司馬（英語: Lord High Constable of England）は、イギリスの国務大官の7位にあたる官職で、式部卿の下、軍務伯の上にあたる。中世では軍政面で重要な役割を担う官職であったが、現在は戴冠式のときに限り任命される名誉職となっている。

## 概要

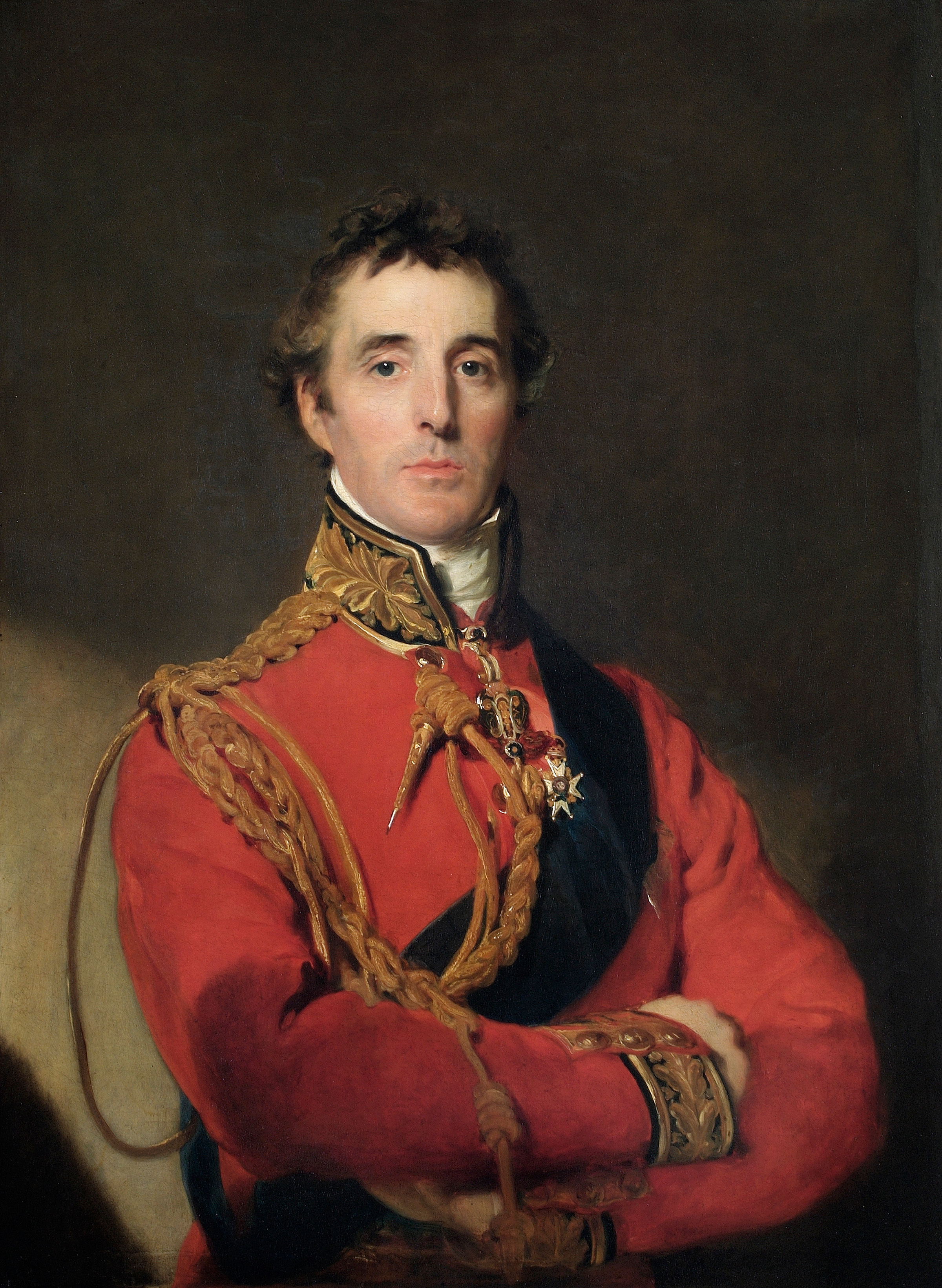
ナポレオンを打ち負かした初代ウェリントン公爵は三度にわたり戴冠式で大司馬に任命された。

国務大官（Great Officers of State）としては9人中7番目に位置し、その職域は兵権を司った。古くは軍政面に大きな権限を持ち、民兵軍の査閲、強制宿泊や部隊編成の実施権限、戦時中の軍事法廷の開廷権限などを有した。13世紀に入ると司法官的な性格を強め、格下の国務大官（軍務伯）と共同して名誉や紋章の問題を取り扱った。現在は常任ではなく戴冠式の時にだけ任命される名誉職に過ぎず、その戴冠式でも実務を取り仕切るのはもっぱら軍務伯である。
官職自体の歴史としては、イングランド王妃マティルダ（国王ヘンリー1世の王妃）が臣下のマイルズ・オブ・グロスターにヘレフォード伯爵の爵位とともに与えたのが始まりとされる。その後、マイルズ・オブ・グロスターの子孫にあたるブーン家（Bohun Family）が約200年間にわたって世襲し続けた。この後も男系が絶えるたびに女系継承を続け、バッキンガム公爵スタッフォード家（Stafford Family）が継承することになる。中世末期になると権限も次第に縮小されていき、第3代バッキンガム公爵エドワード・スタッフォードが私権剥奪されると、国王ヘンリー8世は大司馬の官職を王権に統合した。
なお、隣国のスコットランドにも大司馬職（Lord High Constable of Scotland）があり、国王の不在時や戦場での軍隊を指揮する権限を有したが、1707年のイングランドとの合同後はまったくの名誉職となった。このスコットランド大司馬はスコットランド貴族のエロル伯爵家が世襲し続けている。

## イングランド大司馬（1139年 - 1521年）
- マイルス・ド・グロースター (初代ヘレフォード伯爵)：1139年 - 1143年
- ロジャー・フィッツマイルス (第2代ヘレフォード伯爵)：1143年 - 1155年
- ウォルター・ド・グロースター (第3代ヘレフォード伯爵)：1155年 - 1159年
- ヘンリー・ド・グロースター：1159年 - 1164年
- ハンフリー・ド・ブーン：1164年 - 1176年
- ヘンリー・ド・ブーン（初代ヘレフォード伯）：1176年 - 1220年
- ハンフリー・ド・ブーン（第2代ヘレフォード伯・初代エセックス伯）：1220年 - 1275年
- ハンフリー・ド・ブーン（第3代ヘレフォード伯・第2代エセックス伯）：1275年 - 1298年
- ハンフリー・ド・ブーン（第4代ヘレフォード伯・第3代エセックス伯）：1298年 - 1321年
- ジョン・ド・ブーン（第5代ヘレフォード伯・第4代エセックス伯）：1321年 - 1335年
- ハンフリー・ド・ブーン（第6代ヘレフォード伯・第5代エセックス伯）：1335年 - 1361年
- ハンフリー・ド・ブーン（第7代ヘレフォード伯・第6代エセックス伯）：1361年 - 1372年
- トーマス・オブ・ウッドストック (初代グロスター公爵)：1372年 - 1397年
- ハンフリー・プランタジネット (第2代バッキンガム伯爵)：1397年 - 1399年
- エドマンド・スタッフォード（第5代スタッフォード伯）：1399年 - 1403年
- ハンフリー・スタッフォード (初代バッキンガム公爵)：1403年 - 1460年
- ヘンリー・スタッフォード (第2代バッキンガム公爵)：1460年 - 1483年
- トマス・スタンリー (第2代スタンリー男爵)：1483年 - 1485年
- エドワード・スタッフォード (第3代バッキンガム公爵)：1485年 - 1521年

このタイミングで大司馬の官職は王権に統合されたため、戴冠式の時だけの儀礼官になった。

### 統合後
- ヘンリー・グレイ (第3代ドーセット侯爵)：1547年
- ヘンリー・フィッツアラン (第19代アランデル伯爵)：1553年、1559年
- エドワード・サマセット (第4代ウスター伯)：1603年
- ジョージ・ヴィリアーズ (初代バッキンガム公)：1626年
- アルジャーノン・パーシー (第10代ノーサンバランド伯)：1661年
- ヘンリー・フィッツロイ (初代グラフトン公)：1685年
- ジェームズ・バトラー (第2代オーモンド公)：1689年
- ライオセスリー・ラッセル (第2代ベッドフォード公爵)：1702年
- ジョン・モンタギュー (第2代モンタギュー公爵)：1714年
- チャールズ・レノックス (第2代リッチモンド公爵・第2代レノックス公爵)：1727年
- ジョン・ラッセル (第4代ベッドフォード公爵)：1761年
- アーサー・ウェルズリー (初代ウェリントン公爵)：1821年、1831年、1838年
- アレグザンダー・ダフ (初代ファイフ公爵)：1902年、1911年
- ロバート・クルー＝ミルンズ (初代クルー侯爵)：1937年
- アラン・ブルック (初代アランブルック子爵)：1953年
- トニー・ラダキン：2023年[4]